# Awlaqi
Awlaqi (plural Awalik) és una confederació tribal del Iemen a la governació de Shabwa.
El territori de la confederació va ocupar la part a l'est del Protectorat Occidental d'Aden, entre la costa i el Ramlat Sabatayn (el desert). Limita al nord amb el Beihan, a l'oest amb Awdhali, Dathina i Fadli; a l'est amb el territori dhiebi d'Irqah i els territoris dels wahidi incloent els territoris tribals de Burayk, Djerdan i Irma de límits indeterminats, i al sud amb el mar.
Es divideix geogràficament en l'Alt Awlaqi i el Baix Awlaqi.